# Estero Coyanco
El estero Coyanco es un curso natural de agua que nace en la cordillera de los Andes y fluye en la Región Metropolitana con dirección general norte hasta desembocar en la ribera sur del río Maipo entre El Melocotón y San José de Maipo.

## Trayecto
El estero está ubicado a unos 60 kilómetros al sureste de la ciudad de Santiago y a unos 1020 m s. n. m.: 14 

## Régimen y caudales
Su caudal es estimado e unos 9,4 m³/s.